# MG3
Pour les articles homonymes, voir MG3 (homonymie).
La mitrailleuse MG3 est la version modernisée de la MG42 par Rheinmetall et chambrée en 7,62 OTAN.

## Évolution et Production
Ces modifications et améliorations débutent dans les années 1950. De nombreuses licences de production furent accordées  hors d'Allemagne :
- MG42/58 rechambrée en 7,62 OTAN. Fabriquée par la FAO (arsenal d'Oviedo) pour l'Armée espagnole.
- MG42/59 rechambrée en 7,62 OTAN. Fabriquée en Grèce (EBO),  en Iran (Defense Industries Organization)  en Italie (Beretta et Franchi), au Myanmar et au Soudan (Military Industry Corporation avec l'aide de la DIO iranienne).
- MG1 première version pour la Bundeswehr, rechambrée en 7,62 OTAN. Fabriquée au Pakistan (MG1A3 P par les POF).
- MG2 seconde version pour la Bundeswehr, rechambrée en 7,62 OTAN.
- MG3 troisième version pour la Bundeswehr, rechambrée en 7,62 OTAN. Également produite sous licence en Turquie (MKEK)
- MG74 version autrichienne produite pour la Bundesheer.

## Diffusion des MG1/MG3
- Dans l'OTAN :
  -  Allemagne : MG3 par Rheinmetall.
  -  Autriche : MG74 par Steyr-Mannlicher.
  -  Canada : sur char
  -  Danemark
  -  Espagne
  -  Estonie
  -  France : les policiers du RAID possèdent une MG3.
  -  Grèce
  -  Italie : sur char. Remplacée par la FN Minimi dans les unités d'infanterie de l'Armée Italienne
  -  Portugal
  -  Pologne : sur char
  -  Turquie
- En dehors de l'OTAN :
  -  Iran: MGA3 par Organisation des industries de défense (Iran).

## Dans la culture populaire
- Moins connue des cinéphiles que la MG42, la MG3 est visible dans les films Cadavres exquis, Capitaines d'avril, Hotel Rwanda (sur une jeep de l'Armée française qui ne l'a jamais adoptée) et Tuer n'est pas jouer.
- La MG3 apparait aussi dans les jeux vidéo Battlefield Bad Company, Squad, PUBG Mobile, Far Cry 4 (modifiée sous le nom de "Scie Mécanique") ainsi que Insurgency: Sandstorm